# Houdbaarheidsdatum (levensmiddelen)

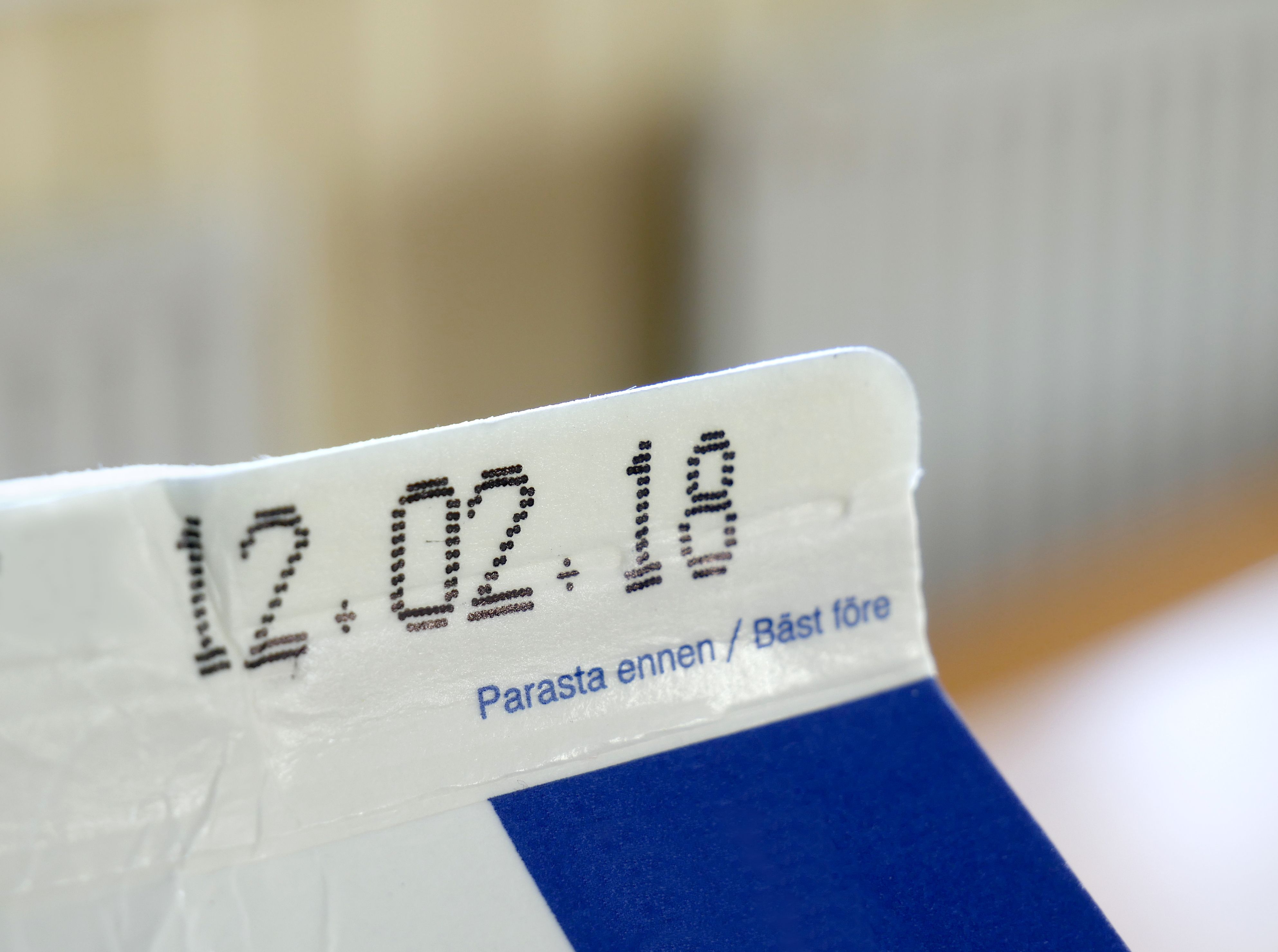
Houdbaarheidsdatum op een Fins melkpak

Een houdbaarheidsdatum of houdbaarheidsduur is een wettelijk voorgeschreven vermelding op een levensmiddel die de klant informatie biedt over de uiterste datum waarop het product kan worden geconsumeerd of hoe lang het kan worden bewaard. In Nederland is de houdbaarheidsdatum in het Warenwetbesluit Etikettering van levensmiddelen geregeld.
Voor levensmiddelen zijn er twee soorten houdbaarheidsdatums:
- "Te gebruiken tot". Na deze datum is de veiligheid van het product niet meer gewaarborgd. Voor producten die snel bederven (vlees, verse groenten).
- "Ten minste houdbaar tot". Deze datum geeft een indicatie van de bewaartijd. Voor producten die niet of minder snel bederven (conserven, koffie)

## "Te gebruiken tot"
De Warenwet stelt deze aanduiding verplicht voor producten die zeer bederfelijk zijn, zoals vlees en verse groenten. Deze producten dienen gekoeld bewaard te worden in de winkel om microbiologisch bederf of uitgroei van ziekteverwekkende bacteriën te voorkomen. De bewaartermijn van deze producten is in de regel minder dan vijf dagen. Volgens de wet is er zelfs sprake van een zeer bederfelijk product als het product bewaard wordt beneden 7° (tussen 0° en 6°). Producten met het opschrift Te gebruiken tot [dd/mm/jjjj] moeten na het verstrijken van deze datum niet meer worden geconsumeerd. Indien de fabrikant een bewaartemperatuur voorschrijft tussen 0° en 6° dient de fabrikant een aanvullende waarschuwing of een productbeschrijving aan het product toe te voegen. Hierop moet worden vermeld hoeveel dagen na aankoop het product nog bewaard kan worden. Hierbij mag de reeds vermelde consumptiedatum niet worden overschreden.

## "Ten minste houdbaar tot" (tht)
Op alle overige producten, waarvoor de verplichting geldt een houdbaarheidsdatum te vermelden, dient gebruikgemaakt te worden van de vermelding Ten minste houdbaar tot [dd/mm/jjjj]. De afkorting t.h.t. of THT wordt hier soms voor gebruikt. Het gaat hierbij om producten die een houdbaarheidsdatum hebben van vijf dagen of meer. In tegenstelling tot de vermelding "te gebruiken tot" is deze vermelding níet een uiterste consumptiedatum. De fabrikant garandeert de kwaliteit van zijn product tot de vermelde datum. Na het verstrijken van deze datum kan de kwaliteit van het product achteruitgaan, maar kan het nog steeds geschikt voor consumptie zijn.
Om voedselverspilling tegen te gaan wordt tegenwoordig (2024) steeds vaker de tekst "Kijk, ruik en proef na deze datum" toegevoegd.

### Houdbaarheidsdatum op de winkelschappen
Consumenten kiezen bij eenzelfde product veelal dat exemplaar dat het langste meegaat - ervan uitgaand dat dit ook verser is. Door te kiezen voor producten met de ruimste houdbaarheidsdatum blijven producten die binnenkort vervallen in de schappen liggen. Vooral als het personeel bij het vakkenvullen niet de nieuwere producten achteraan zet. Vakkenvullers controleren de THT-data om te kijken hoe lang iets nog houdbaar is en nog mag worden verkocht. Ze zorgen ervoor dat de ruimste data achteraan staan in het productschap.
Bedrijven bieden producten met een bijna verlopen houdbaarheidsdatum soms met korting aan, en doen daarbij soms met een marketingleus een appel op het geweten van de consument ("Weggooien is zonde" of "Hoe verspillingsvrij ben jij?"). In Nederland mogen producten die 'over datum' zijn wel worden verkocht - een uitzondering hierop zijn zuivelproducten en eieren. De Nederlandse Voedsel- en Warenautoriteit stelt dat verkoop is toegestaan zolang de producten hun normale eigenschappen bezitten en er geen gevaar is voor de gezondheid.

## Dagverse producten
Fabrikanten die dagverse producten bereiden, zoals banket of gebak, hoeven geen houdbaarheidsdatum op hun producten te vermelden. Deze producten zijn namelijk bestemd om binnen 24 uur na bereiding geconsumeerd te worden.

## Verzorgingsproducten
De datum tot wanneer (huid)verzorgingsproducten, zoals cosmetica en zonnebrandcrèmes, nog goed zijn staat aangeduid met het aantal maanden, vermeld in een logo met daarop een potje met open deksel. Bij zonnebrandcrème neemt de beschermingsfactor (Sun Protection Factor (SPF)) in de loop van de tijd af.

## Productiedatum
Naast een uiterste houdbaarheidsdatum kan ook een productiedatum zijn vermeld, al dan niet met een code die herleidt tot een exacter onderdeel in het productieproces.

## Vervaldatum/expiration date (exp.)
Op de verpakking van medicijnen geven fabrikanten een vervaldatum aan na de afkorting exp., wat staat voor expiration date. Dit is de datum tot wanneer de fabrikant de werking van het medicijn garandeert. Tot die datum maakt het medicijn geen afbraakproducten aan, waardoor deze een minder goede werking heeft of in sommige gevallen bij gebruik gevaarlijk kan zijn zoals het geval is bij het antibioticum tetracycline, het vaatverwijdende middel nitroglycerine, insuline en vloeibare antibiotica. Hoe lang een medicijn na de vervaldatum kan worden gebruikt verschilt per product en van onder welke omstandigheden de consument het medicijn bewaart. Veel medicijnen zijn wel 15 jaar na de vervaldatum nog goed om te gebruiken.